# 수안후아케라톱스
수안후아케라톱스는 쥐라기 후기에 살았던 공룡의 한 속이다. 차오양사우루스과에 속하며 가장 초기의 각룡류 중 하나였다. 화석은 중국 북동부 허베이성에서 발견되었다.
수안후아케라톱스는 중국 고생물학자 자오 시진(Zhao Xijin)과 동료들에 의해 Acta Geologica Sinica 에 실린 논문에 기재되었다. 수안후아케라톱스는 그 이전에 언론에서 수안후아사우루스라고 불렸으나 이것은 무자격명이다.